# Gerlinde Schilcher
Gerlinde Schilcher (* 1938) ist eine österreichische Journalistin, Autorin, Frauenrechtlerin und Erzieherin.

## Leben
Unter dem Pseudonym Judith Jannberg schrieb sie den mehrfach neu aufgelegten Bestseller Ich bin ich. Aufgezeichnet von Elisabeth Dessai (1980) über ihre Ehe mit einem Politiker. Ein weiteres Buch war Ich bin eine Hexe (1983).
Am 9. März 1984 geriet sie in der Fernsehsendung 3 nach 9 mit einem Bordellbesitzer in einen schweren Streit, was Fernsehgeschichte geschrieben hat.
Gerlinde Schilcher war mit Bernd Schilcher verheiratet.